# Jo Nesbø
Jo Nesbø (født 1960 i Oslo) er en norsk forfatter, journalist, musiker og civiløkonom. Desuden er han tidligere professionel fodboldspiller for den norske Tippeliga-klub Molde FK.
Nesbø er i Danmark mest kendt for sin serie af kriminalromaner om den norske politimand Harry Hole og børnebøger (Doktor Proktor).
I sit hjemland er han imidlertid lige så kendt som frontfigur i bandet Di Derre (Dem Dér).

### Serien om Harry Hole
- Flagermusmanden, 2000
- Kakerlakkerne, 2001
- Rødhals, 2001
- Sorgenfri, 2004
- Marekors, 2005
- Frelseren, 2006
- Snemanden, 2007
- Panserhjerte, 2009
- Genfærd, 2011
- Politi, 2013
- Tørst, 2017
- Kniv, 2019

### Andre udgivelser
- Doktor Proktors pruttepulver, 2008 (børnebog)
- Headhunterne, 2008
- Doktor Proktors tidsbadekar, 2009 (børnebog)
- Doktor Proktor og verdens undergang. Måske., 2010 (børnebog)
- Doktor Proktor og det store guldrøveri, 2013 (børnebog)
- Sønnen, 2014
- Blod på sneen, 2015 (under pseudonymet Tom Johansen)
- Midnatssol, 2015
- Kongeriget, 2020

## Filmatiseringer
Headhunterne blev i 2011 filmatiseret i Norge med Morten Tyldum som instruktør.

## Priser
- Glasnøglen (1998)
- Rivertonprisen (1997)